# Li Lingiuan
Li Lingjuan (李玲娟S, Lǐ LíngjuānP; 10 aprile 1966) è un'ex arciera cinese.

## Palmarès
- Giochi olimpici

Los Angeles 1984: argento nell'individuale.